# Вересочь (станция)
Вересочь — промежуточная железнодорожная станция 5-го класса Киевской дирекции Юго-Западной железной дороги на линии Чернигов—Нежин, расположенная в селе Вересочь.

## История
Станция была открыта в 1893 году в составе ж/д линии Нежин—Чернигов. Осуществлялись (П) приём и выдача багажа и продажа билетов на поезда местного и дальнего следования, (В) приём и выдача грузов повагонными отправками открытого хранения на местах общего пользования, (Г) приём и выдача грузов повагонными отправками складского хранения, (Е) приём и выдача грузов на подъездных путях.

## Общие сведения
Станция представлена одной боковой и одной островной платформами. Имеет 3 пути. Есть здание вокзала.

## Пассажирское сообщение
Ежедневно станция принимает пригородные поезда сообщения Чернигов—Нежин; принимала поезда сообщения Чернигов—Киев. 